# Jan Dahmen
Jacobus Arnoldus Wilhelm (Jan) Dahmen (Amsterdam, 9 februari 1871 – Kerk-Avezaath gemeente Zoelen, 25 februari 1931) was een Nederlands violist.

## Loopbaan
Hij kreeg zijn muzikale opleiding aan het Amsterdamsch Conservatorium. Docenten aldaar waren Frans Coenen en Willem Kes. Vervolgens speelde hij jarenlang bij het Concertgebouworkest bij de tweede en eerste violen. Hij was daar ook enige tijd tweede concertmeester. Hij gaf ook, samen met Felice Togni, vioolles aan de orkestschool van het Concertgebouw die geleid werd door achtereenvolgens Willem Kes en Willem Mengelberg. In juni 1904 vertrok hij samen met een aantal collegae bij dat orkest door een conflict binnen dat orkest. De verhouding tussen dirigent Willem Mengelberg en een deel van het orkest was door een serie conflicten zo verstoord, dat sommige musici vertrokken. Hij zat in september 1904 al in het bestuur van een nieuw op te richten Amsterdams symfonieorkest.
Enkele concerten:
- 21 november 1897: Concertgebouw Amsterdam, Grote zaal, solist in het Vioolconcert van Mendelssohn, waarbij de solist diverse keren door het publiek werd teruggeroepen;
- 18 juli 1901: Concertgebouw, Grote zaal of in de tuin, solist in Prelude Le déluge van Saint-Saëns;
- 11 mei 1902: Concertgebouw, Grote zaal of tuin, 'verdienstelijk' solist in het Vioolconcert nr. 1 van Christian Sinding;
- 17 april 1915: Concertgebouw, Grote zaal, concert met onder meer zangeres Aaltje Noordewier-Reddingius en pianist Julius Röntgen.

## Persoonlijk
Hij werd geboren binnen het gezin van tekenmeester en kunstschilder Jacob Dahmen (1821- 1900) en zijn tweede vrouw Magdalena Cornelia van Brero De familie Dahmen was bekend binnen de Amsterdamse muziekwereld. Jacob Dahmen was broer van fluitist Pieter Wilhelm Dahmen en zoon van eveneens fluitist Arnold Dahmen. Jan Dahmen is in 1894 gehuwd met pianiste Johanna Cornelia Hillegonda Stroo (1864-1936), leerlinge van Henri Tibbe en eveneens docent aan de Muziekschool, voor piano en “elementair onderwijs”. In 1895 kregen zij een zoon.